# Aegyptobia vannus
Aegyptobia vannus är en spindeldjursart som beskrevs av Pritchard och Baker 1958. Aegyptobia vannus ingår i släktet Aegyptobia och familjen Tenuipalpidae. Inga underarter finns listade i Catalogue of Life.